# Maddrax
Maddrax ist eine Heftroman-Serie aus dem Bastei-Verlag, die seit dem 8. Februar 2000 zweiwöchentlich erscheint.
Die Serie verbindet die Genres Abenteuer, Science-Fiction, Horror und Fantasy. Sie erzählt die Geschichten des USAF-Piloten Matthew Drax, der um 500 Jahre in die Zukunft geschleudert wird. In einer von einem Kometeneinschlag verwüsteten Welt trifft er auf die im Text oft als Barbarin – mit einer im Maddrax-Universum differenzierten Bedeutung – bezeichnete Aruula, die telepathische Kräfte hat und ihm aufgrund eines akustischen Missverständnisses den titelgebenden Namen Maddrax verleiht. Hinzu kommen etliche Nebenfiguren, die immer wieder in einzelnen Romanen auftreten.

## Autoren
Die Romane werden von mehreren Autoren verfasst. Neben den Stammautoren schreiben auch immer wieder Gastautoren mit.
Stammautoren der Serie sind zurzeit  Ansgar Back, Wolf Binder, Lucy Guth, Ben Calvin Hary, Ian Rolf Hill, Christian Schwarz, Sascha Vennemann, Manfred Weinland, Jana Paragidi und Jo Zybell.
Weitere Hefte stammen von Bernd Frenz, Oliver Fröhlich, Ronald M. Hahn, Claudia Kern, Christian Montillon, Michael J. Parrish, Horst Pukallus, Michael Schönenbröcher alias „Mad Mike“, Susan Schwartz, Stephanie Seidel und Timothy Stahl, Michelle Stern, Michael Marcus Thurner, Mia Zorn. Frenz, Kern, Parrish, Schwartz, Seidel und Stahl sind aus der Serie ausgestiegen, Montillon steuerte nur zwei und Pukallus nur einen Band bei.
Redaktionell betreut wird die Serie von Michael Schönenbröcher.

## Titelbilder
Die Titelbilder stammen zum größten Teil von dem spanischen Illustrator Koveck, hin und wieder auch von Jan Balaz, Arndt Drechsler, Candy Kay, José del Nido und Luis Royo. Seit 2012 ist Néstor Taylor Stammzeichner der Serie. Royo zeichnet allerdings nicht direkt für Maddrax, konzeptionell passende Bilder von ihm werden aber geschickt in den Serienkontext eingebunden. Bei Kays Bildern handelt es sich um Computergrafiken, deren Qualität und Angemessenheit von Anhängern der Serie auf der Leserbriefseite und in Internetforen kontrovers diskutiert werden.

## Erscheinungsweise
Neben den alle zwei Wochen erscheinenden Heftromanen gibt es eine von Zaubermond verlegte Taschenbuchreihe (bis Band 30 Hardcover) mit etwa halbjährlichem Erscheinungsrhythmus. In dieser werden Personen und Ereignisse vertieft dargestellt, die in der Heftserie eine untergeordnete Rolle spielen oder lediglich am Rande Erwähnung fanden.
Die Heftromane ab Nummer 250 erscheinen auch als E-Book (DRM-frei im Format EPUB).
Nachdrucke der Heftromane erschienen erst unregelmäßig bei Bastei Lübbe, dann von Band 8 alle zwei Monate bei Romantruhe als Taschenbuch; die Taschenbuchreihe wurde mit Band 30 eingestellt. Eine Comic-Umsetzung wurde bereits nach dem zweiten Band eingestellt. Der unveröffentlichte dritte Band ist auf der offiziellen Website als Download verfügbar.

## Handlung
Die Handlung von Maddrax wird in der Regel durch abgeschlossene Geschichten erzählt, die aus ein bis drei Heftromanen bestehen und durch einen roten Faden miteinander verbunden sind. Folgende Übersicht fasst die Grundlagen der Serie grob zusammen:
Im Februar des Jahres 2012 schlägt ein Komet in Höhe des Baikalsees auf dem asiatischen Kontinent ein. Die Erdkruste wird verformt, die Pole verschieben sich, durch den aufgewirbelten Staub beginnt eine neue Eiszeit.
Wie sich herausstellt, ist dieser von der Menschheit als Christopher-Floyd bezeichnete Komet in Wahrheit eine Raumarche, die Millionen in Kristallen gespeicherte Geister außerirdischer Lebensformen enthält. Die Daa’muren mussten ihre Heimat aufgeben, da sich in der Nähe ihres Zentralgestirns ein Schwarzes Loch manifestierte. Als ihr Lavaplanet dem Untergang geweiht war, konnten sie sich durch Aufgeben ihrer Körper und Erschaffung solcher „Wandler“ genannten Raumarchen retten. Auf der Erde gestrandet, versuchen die körperlosen Geister nun von den Kristallen aus, eine zu ihren Geistern und zu irdischen Gegebenheiten passende Lebensform zu schaffen, indem sie die hiesige Flora und Fauna durch Strahlung manipulieren.
Auf die nur in die Hunderttausende gehenden überlebenden Menschen zeigt diese Strahlung allerdings eine verdummende Wirkung. So fällt die menschliche Zivilisation in wenigen Jahrhunderten in ein bronzezeitliches Stadium zurück. Bedingt durch die Eiszeit, dominiert der Kampf ums tägliche Überleben, während viele Tiere, vor allem Insekten, mutieren und zusätzliche Gefahren darstellen. Nur in einigen unterirdischen Bunkerkolonien haben Menschen die Jahrhunderte überlebt, die zwar durch die komplette Isolation von der Außenwelt nun äußerst anfällig gegen Keime und Bakterien sind, sich dafür aber, geschützt gegen die verdummende Strahlung, technisch weiterentwickeln konnten.
Matthew Drax, im Jahr 2012 zu einer Fliegerstaffel abgestellt, um den (fehlgeschlagenen) Beschuss des Kometen von der ISS aus zu beobachten, verschlägt es beim Einschlag des Kometen aufgrund (zunächst) unbekannter Ursachen ins Jahr 2516. Die Eiszeit neigt sich dem Ende zu, die verdummende Strahlung ist seit Jahrzehnten zurückgegangen, Barbarenhorden streifen durch die Länder, parallel dazu haben sich auch schon Menschen in den Ruinen ehemaliger Großstädte zu größeren Gemeinschaften zusammengeschlossen und einigen Handel etabliert. Matthew Drax, der den Absturz seines Flugzeuges überlebt hat, wird von der Barbarin Aruula aus dem Wrack gerettet, die ihn fortan durch die postapokalyptische Welt begleitet. Sie enträtseln das Geheimnis um den vermeintlichen Kometen, reisen zum Mars und sogar in der Zeit. Immer wieder stoßen sie auf neue Phänomene und sind gezwungen, ihr Leben zu riskieren, um die Welt vor dem Untergang zu retten.

### Liste der Maddrax-Romane
Folgende Liste führt die derzeit vorhandenen Romane auf:
- 1	Der Gott aus dem Eis (08.02.2000)
- 2	Stadt der Verdammten (22.02.2000)
- 3	Rom sehen und sterben (07.03.2000)
- 4	Die Ausgestoßenen (21.03.2000)
- 5	Festung des Blutes (04.04.2000)
- 6	In der weißen Hölle	(18.04.2000)
- 7	Das letzte Opfer (02.05.2000)
- 8	Der schlafende König (16.05.2000)
- 9	Die Schlange im Paradies (30.05.2000)
- 10 Götter und Barbaren	(13.06.2000)
- 11 Die Amazonen von Berlin (27.06.2000)
- 12 Die Sekte des Lichts (11.07.2000)
- 13 Das Milliarden-Heer (25.07.2000)
- 14 Der Tod über Paris (08.08.2000)
- 15 Die Heiler (22.08.2000)
- 16 30 Meilen unter dem Meer (05.09.2000)
- 17 Blick in die Vergangenheit (19.09.2000)
- 18 Die Erben der Menschheit (03.10.2000)
- 19 Das Sklavenspiel (17.10.2000)
- 20 Zug der Verlorenen	(31.10.2000)
- 21 Aufbruch in die „Neue Welt“ (14.11.2000)
- 22 Die wandelnde Tote (28.11.2000)
- 23 Reise ohne Wiederkehr (12.12.2000)
- 24 Beim Volk der 13 Inseln	(26.12.2000)

- 25 	New York, New York! 	09.01.2001
- 26 	Stadt der Untoten 	23.01.2001
- 27 	Ruf des Blutes 	06.02.2001
- 28 	Arena der Götter 	20.02.2001
- 29 	Die neue Macht 	06.03.2001
- 30 	Die zweite Realität 	20.03.2001
- 31 	Weltfeind Nr. 1 	03.04.2001
- 32 	Seelenträger 	17.04.2001
- 33 	Lautlose Bedrohung 	01.05.2001
- 34 	Der Weg nach Westen 	15.05.2001
- 35 	Wettlauf gegen die Zeit (Heftroman) 	29.05.2001
- 36 	Die Söhne des Himmels 	12.06.2001
- 37 	Enthüllungen 	26.06.2001
- 38 	In den Fängen des Weltrats (Heftroman) 	10.07.2001
- 39 	Flucht in die Todeszone 	24.07.2001
- 40 	Die Faust Gottes 	07.08.2001
- 41 	Tribute to the King 	21.08.2001
- 42 	Die Unsterblichen 	04.09.2001
- 43 	Kampf um Cape Canaveral 	18.09.2001
- 44 	Nach eigenen Regeln 	02.10.2001
- 45 	Das verschwundene Volk 	16.10.2001
- 46 	Viva Las Vegas! 	30.10.2001
- 47 	Die letzten Tage von Riverside 	13.11.2001
- 48 	Cinemania 	27.11.2001
- 49 	Der Android 	11.12.2001

- 50 	Die Mission 	18.12.2001
- 51 	Im Orbit 	08.01.2002
- 52 	Invasion der Toten 	22.01.2002
- 53 	Die Schlacht von El'ay 	05.02.2002
- 54 	Gabe und Fluch 	19.02.2002
- 55 	Von Rache getrieben 	05.03.2002
- 56 	Zielort: Kratersee 	19.03.2002
- 57 	Sanatorium der Cyborgs 	02.04.2002
- 58 	Sub'Sisco (Heftroman) 	16.04.2002
- 59 	Das Experiment 	30.04.2002
- 60 	Jenseits der Dämmerung 	14.05.2002
- 61 	Im Reich der Tausend 	28.05.2002
- 62 	Auf dem Gipfel der Welt 	11.06.2002
- 63 	Das Rätsel der Insel 	25.06.2002
- 64 	Quell der Träume 	09.07.2002
- 65 	Die gläserne Oase 	23.07.2002
- 66 	Der Preis des Überlebens 	06.08.2002
- 67 	Spielball der Götter 	20.08.2002
- 68 	Die Allianz 	03.09.2002
- 69 	Die Heimsuchung 	17.09.2002
- 70 	Dorf der Legenden 	01.10.2002
- 71 	Die Menschenfalle 	15.10.2002
- 72 	Auf Leben und Tod 	29.10.2002
- 73 	Die Ostmänner 	12.11.2002
- 74 	Tauchfahrt ins Ungewisse 	26.11.2002

- 75 	Im Bergwerk der Mutanten 	10.12.2002
- 76 	Mimikri 	17.12.2002
- 77 	Das Kollektiv 	07.01.2003
- 78 	Im Netz der Lüge 	21.01.2003
- 79 	Die Kristallfestung 	04.02.2003
- 80 	Vorstoß zum Kometen 	18.02.2003
- 81 	Schatten der Vergangenheit 	04.03.2003
- 82 	Das Geheimnis der Kristalle 	18.03.2003
- 83 	Das Ende der Unschuld 	01.04.2003
- 84 	Stoßtrupp ins Niemandsland 	15.04.2003
- 85 	Getrennte Wege 	29.04.2003
- 86 	Die Bunkerliga 	13.05.2003
- 87 	In der Höhle des Löwen 	27.05.2003
- 88 	Sohn der Finsternis 	10.06.2003
- 89 	Die Stunde des Feiglings 	24.06.2003
- 90 	Lazarus (Heftroman) 	08.07.2003
- 91 	Wer explodiert, verliert! (Heftroman) 	22.07.2003
- 92 	Piraten im Nordmeer 	05.08.2003
- 93 	Neun Leben 	19.08.2003
- 94 	Dem Tode geweiht 	02.09.2003
- 95 	Der Gen-Mutant 	16.09.2003
- 96 	Der schwimmende Moloch (Heft) 	30.09.2003
- 97 	Die Rückkehr 	14.10.2003
- 98 	Am Vorabend der neuen Zeit (Heft) 	28.10.2003
- 99 	Der Feind meines Feindes 	11.11.2003

- 100   Die neue Spezies  26.11.2003
- 101 	Schiffbrüchige des Universums 	09.12.2003
- 102 	Der irische Tod 	16.12.2003
- 103 	Ein Leben im Sterben 	30.12.2003
- 104 	Wulfsblut 	13.01.2004
- 105 	Der Ruf nach Freiheit (Heftroman) 	27.01.2004
- 106 	Schatten des Krieges 	10.02.2004
- 107 	Pariser Albträume 	24.02.2004
- 108 	Rising Star (Heftroman) 	09.03.2004
- 109 	Die Atemdiebin 	23.03.2004
- 110 	Kampf um Coellen 	06.04.2004
- 111 	Das Schlangen-Ei 	20.04.2004
- 112 	Die Nacht der Rache 	04.05.2004
- 113 	Auszeit 	18.05.2004
- 114 	Fluchtpunkt El'ay 	01.06.2004
- 115 	Wiener Blut 	15.06.2004
- 116 	Das Feuermal 	29.06.2004
- 117 	Die Rückkehr des Königs 	13.07.2004
- 118 	Countdown in Moskau 	27.07.2004
- 119 	Mörderhirn 	10.08.2004
- 120 	Sterben in Berlin 	24.08.2004
- 121 	Riskante Geschäfte 	07.09.2004
- 122 	Wege der Macht 	21.09.2004
- 123 	Auf dem Insektenthron 	05.10.2004
- 124 	In der Gewalt der Daa'muren 	19.10.2004

- 125 	U.S.S. Hope 	02.11.2004
- 126 	Hinter der Grenze 	16.11.2004
- 127 	Das Aruula-Projekt 	30.11.2004
- 128 	Der Schläfer 	14.12.2004
- 129 	Mar'os - Gott des Krieges 	28.12.2004
- 130 	Höllenfahrt 	11.01.2005
- 131 	Unternehmen »Crow's Nest« 	25.01.2005
- 132 	Entführt! 	08.02.2005
- 133 	Die Letzte ihrer Art 	22.02.2005
- 134 	Die Entscheidung des Generals 	08.03.2005
- 135 	In der Falle 	22.03.2005
- 136 	Im Schloss der Daa'muren 	05.04.2005
- 137 	Der trojanische Barbar 	19.04.2005
- 138 	Tödliche Fracht 	03.05.2005
- 139 	Kreis der Telepathen 	17.05.2005
- 140 	Im Land der Feuerdrachen 	31.05.2005
- 141 	Das trockene Meer 	14.06.2005
- 142 	Der Bluttempel 	28.06.2005
- 143 	Rulfan von Coellen 	12.07.2005
- 144 	Der Flug der Todesrochen 	26.07.2005
- 145 	Die Suche nach Aiko 	09.08.2005
- 146 	Winterkrieger (Heftroman) 	23.08.2005
- 147 	Stunde X 	06.09.2005
- 148 	Operation Harmagedon (Heftroman) 	20.09.2005
- 149 	Auf Messers Schneide 	04.10.2005

- 150 	Ein neuer Anfang 	18.10.2005
- 151 	Zu fernen Ufern 	01.11.2005
- 152 	Nach dem Fall 	15.11.2005
- 153 	Das Ende der Technos 	29.11.2005
- 154 	Die Macht der Nosfera 	18.12.2005
- 155 	Reiseziel: Mars 	27.12.2005
- 156 	Auf dem roten Planeten 	10.01.2006
- 157 	Das Erbe der Alten 	24.01.2006
- 158 	Orguudoos Brut 	07.02.2006
- 159 	Schimären der Wüste 	21.02.2006
- 160 	Die Schrecken von Kabuul 	07.03.2006
- 161 	Der Kristallschlüssel 	21.03.2006
- 162 	Wer den Sturm sät... 	04.04.2006
- 163 	Canyon der toten Seelen 	18.04.2006
- 164 	Der vielarmige Tod 	02.05.2006
- 165 	Am heiligen Berg 	16.05.2006
- 166 	Sohn dreier Welten 	30.05.2006
- 167 	Tor in die Vergangenheit 	13.06.2006
- 168 	Das fremde Leben 	27.06.2006
- 169 	Der Weltenwanderer 	11.07.2006
- 170 	Die Scharen der Nacht 	25.07.2006
- 171 	Todfeinde 	08.08.2006
- 172 	Der Sturm 	22.08.2006
- 173 	Der Prophet aus der Wüste 	05.09.2006
- 174 	Die Seuche 	19.09.2006

- 175 	Rückkehr zur Erde 	03.10.2006
- 176 	Insel der Fledermäuse 	17.10.2006
- 177 	Im Reich der Hydriten 	31.10.2006
- 178 	Die vergessene Macht 	14.11.2006
- 179 	Gefangene der Traumzeit 	28.11.2006
- 180 	Die Enkel der Astronauten 	12.12.2006
- 181 	Der ewige Turm 	22.12.2006
- 182 	Im Dorf der Telepathen 	09.01.2007
- 183 	Die Stadt Gottes 	23.01.2007
- 184 	Die Herren von Sydney 	06.02.2007
- 185 	Ein Albtraum erwacht 	20.02.2007
- 186 	Wächter der Stille 	06.03.2007
- 187 	Angriff der Anangu 	20.03.2007
- 188 	Der lebende Nebel 	03.04.2007
- 190 	Der Finder 	01.05.2007
- 189 	Die Regenbogenschlange 	01.05.2007
- 191 	Das Duell 	15.05.2007
- 192 	Nah und doch so fern 	29.05.2007
- 193 	Kurs in den Untergang 	12.06.2007
- 194 	Die Hölle der Erkenntnis 	26.06.2007
- 195 	Verloren im Outback 	10.07.2007
- 196 	Auf der Flucht 	24.07.2007
- 197 	Der Geist im Kristall 	07.08.2007
- 198 	Sohn und Dämon 	21.08.2007
- 199 	Schlacht der Giganten 	04.09.2007

- 200 	Die Suche beginnt 	18.09.2007
- 201 	Die Rachegöttin 	02.10.2007
- 202 	Unter schwarzer Flagge 	16.10.2007
- 203 	Die Wüstenfalle 	30.10.2007
- 204 	An Afras Ufern 	13.11.2007
- 205 	Das Zeichen der Ewigkeit 	27.11.2007
- 206 	Unterirdisch 	11.12.2007
- 207 	Weg eines Gottes 	25.12.2007
- 208 	Nach der Eiszeit 	08.01.2008
- 209 	Die fliegende Stadt 	22.01.2008
- 210 	Unter dem Vulkan 	05.02.2008
- 211 	Die Zombie-Seuche 	19.02.2008
- 212 	Beim Stamm der Silberrücken 	04.03.2008
- 213 	Aruulas Grab 	18.03.2008
- 214 	Der Mann aus der Vergangenheit 	01.04.2008
- 215 	Die Macht des Sehers 	15.04.2008
- 216 	Jenseits von Raum und Zeit 	29.04.2008
- 217 	Der Unsichtbare 	13.05.2008
- 218 	Nefertari (Heftroman) 	27.05.2008
- 219 	Kaiserdämmerung 	10.06.2008
- 220 	Die Reise nach Taraganda 	24.06.2008
- 221 	Feindliche Übernahme 	08.07.2008
- 222 	Angriff auf die Wolkenstadt 	22.07.2008
- 223 	Die Sünden des Sohnes 	05.08.2008
- 224 	Im Turm des Warlords 	19.08.2008

- 225 	Kalis Kinder 	02.09.2008
- 226 	Das Schädeldorf 	16.09.2008
- 227 	Herr des versunkenen Reiches 	30.09.2008
- 228 	Crows Schatten 	14.10.2008
- 229 	Flashback 	28.10.2008
- 230 	Gilam'esh'gad (Heftroman) 	11.11.2008
- 231 	Der Preis des Verrats 	25.11.2008
- 232 	Höllisches Paradies 	09.12.2008
- 233 	Enklave der Träumer 	23.12.2008
- 234 	Das Drachennest 	06.01.2009
- 235 	Auf dem sechsten Kontinent 	20.01.2009
- 236 	Gestrandet (Maddrax) 	03.02.2009
- 237 	Die Welt in der Tiefe 	17.02.2009
- 238 	Herz aus Eis 	03.03.2009
- 239 	An der Pforte des Hades 	17.03.2009
- 240 	Zeitsplitter 	31.03.2009
- 241 	Splitterzeit 	14.04.2009
- 242 	Im Fadenkreuz 	28.04.2009
- 243 	Das namenlose Grauen 	12.05.2009
- 244 	Der dunkle Traum 	26.05.2009
- 245 	Geisterstadt Washington 	09.06.2009
- 246 	Am Ende aller Zeit 	23.06.2009
- 247 	Der Kerker der Pandora 	07.07.2009
- 248 	Entfesselte Gewalten (Maddrax) 	21.07.2009
- 249 	Showdown 	04.08.2009

- 250 	Rückkehr nach Euree 	18.08.2009
- 251 	Der Taratzenkönig 	01.09.2009
- 252 	Die Schrecken der Medusa 	15.09.2009
- 253 	Das Terror-Gen 	29.09.2009
- 254 	Das Nest 	13.10.2009
- 255 	Winterhexe 	27.10.2009
- 256 	Der König von Schottland 	10.11.2009
- 257 	Die Spur der Schatten 	24.11.2009
- 258 	Chronik des Verderbens 	08.12.2009
- 259 	Die Stunde der Wahrheit 	22.12.2009
- 260 	Fly me to the moon 	05.01.2010
- 261 	Ein falscher Engel 	19.01.2010
- 262 	Route 66 	02.02.2010
- 263 	Von Menschen und Echsen 	16.02.2010
- 264 	Verschollen 	02.03.2010
- 265 	Das letzte Tabu 	16.03.2010
- 266 	Das Todesschiff 	30.03.2010
- 267 	Die Götter des Olymp 	13.04.2010
- 268 	Schritt in die Unsterblichkeit 	27.04.2010
- 269 	Andronenreiter 	11.05.2010
- 270 	Hinter dem schwarzen Tor 	25.05.2010
- 271 	Früchte des Zorns 	08.06.2010
- 272 	Dieser Hunger nach Leben 	22.06.2010
- 273 	Die Wandlung 	06.07.2010
- 274 	Die dunkle Seite des Mondes 	20.07.2010

- 275 	Licht und Schatten 	03.08.2010
- 276 	Die Genesis des Arthur Crow 	17.08.2010
- 277 	Xij 	31.08.2010
- 278 	Der Gott der Mar'osianer 	14.09.2010
- 279 	Der Fluch von Leeds 	28.09.2010
- 280 	Der Untergang Washingtons 	12.10.2010
- 281 	Bausteine des Lebens 	26.10.2010
- 282 	Der Schein trügt 	09.11.2010
- 283 	Der Zorn der Königin 	23.11.2010
- 284 	Augen der Ewigkeit 	07.12.2010
- 285 	Am Nabel der Welt 	21.12.2010
- 286 	Der körperlose Herrscher 	04.01.2011
- 287 	Meister der Lüge 	18.01.2011
- 288 	Labyrinth der Guule 	01.02.2011
- 289 	Circus des Schreckens 	15.02.2011
- 290 	In den Gärten von Sha'mar 	01.03.2011
- 291 	Die heilige Stadt 	15.03.2011
- 292 	Chimären 	29.03.2011
- 293 	Running Men Blues 	12.04.2011
- 294 	Der Keller 	26.04.2011
- 295 	Dunkle Wasser 	10.05.2011
- 296 	Totes Land 	24.05.2011
- 297 	Die Zeit läuft ab 	07.06.2011
- 298 	Beim Ursprung 	21.06.2011
- 299 	Das letzte Duell 	05.07.2011

- 300 	Unter Mutanten 	19.07.2011
- 301 	Libretto des Todes 	02.08.2011
- 302 	Wo der Wahnsinn regiert 	16.08.2011
- 303 	Tod einer Königin 	30.08.2011
- 304 	Allein gegen alle 	13.09.2011
- 305 	Nach Millionen von Jahren 	27.09.2011
- 306 	Ein Hort des Wissens 	11.10.2011
- 307 	Späte Vergeltung 	25.10.2011
- 308 	Ein Planet wird vermisst 	08.11.2011
- 309 	Die Rache der Hydriten 	22.11.2011
- 310 	Auf gewagtem Kurs 	06.12.2011
- 311 	Der Weg des Bösen 	20.12.2011
- 312 	Die dunkelste Stunde 	03.01.2012
- 313 	Der verlorene Pfad 	17.01.2012
- 314 	Exodus 	31.01.2012
- 315 	Apokalypse (Heftroman) 	14.02.2012
- 316 	Die Pest in Venedig 	28.02.2012
- 317 	Die letzten Stunden von Sodom 	13.03.2012
- 318 	Im Land des Tyrannen 	27.03.2012
- 319 	Paris - verbotene Stadt 	10.04.2012
- 320 	Die Schlacht von Dapur 	24.04.2012
- 321 	In 80 Welten durch den Tag 	08.05.2012
- 322 	Götterdämmerung 	22.05.2012
- 323 	Die Hölle auf Erden 	05.06.2012
- 324 	Eine neue Chance 	19.06.2012

- 325 	Gefahr aus dem All 	03.07.2012
- 326 	Schlangenmenschen 	17.07.2012
- 327 	Mit eisernem Willen 	31.07.2012
- 328 	Flucht aus dem Sanktuarium 	14.08.2012
- 329 	Die Fährte der Roboter 	28.08.2012
- 330 	Fremdwelt 	11.09.2012
- 331 	Verschollen in der Zeit 	25.09.2012
- 332 	Der vergessene Tod 	09.10.2012
- 333 	Im Zentrum der Gewalten 	23.10.2012
- 334 	Die Beute des Archivars 	06.11.2012
- 335 	Der verlorene Sohn 	20.11.2012
- 336 	Facetten der Furcht 	04.12.2012
- 337 	Zombies in New York 	18.12.2012
- 338 	Alpha = Omega 	02.01.2013
- 339 	Die elfte Plage 	15.01.2013
- 340 	Werdegang einer Daa'murin 	29.01.2013
- 341 	In der Todeszone 	12.02.2013
- 342 	Höhen und Tiefen 	26.02.2013
- 343 	Invasion der Nanobots 	12.03.2013
- 344 	Der Agartha-Code 	26.03.2013
- 345 	Ein zweites Leben 	09.04.2013
- 346 	Die Augure 	23.04.2013
- 347 	Letzte Hoffnung 	07.05.2013
- 348 	Zwischen den Welten 	21.05.2013
- 349 	In der Domäne 	04.06.2013

- 350 	Der Kult 	18.06.2013
- 351 	Das Auge im Himmel (Heftroman) 	02.07.2013
- 352 	Wulfanen 	16.07.2013
- 353 	Androiden-Herrscher 	30.07.2013
- 354 	Alte Wunden 	13.08.2013
- 355 	Jäger und Gejagte 	27.08.2013
- 356 	Fehlfunktion 	10.09.2013
- 357 	Herrscher des Mars 	24.09.2013
- 358 	Rebellen des Mars 	08.10.2013
- 359 	Die Nacht der »Triffids« 	22.10.2013
- 360 	Statthalter des Bösen 	05.11.2013
- 361 	Unter dem Eis 	19.11.2013
- 362 	Das Weiße Grab 	03.12.2013
- 363 	Der Kurier der Kristianer 	17.12.2013
- 364 	Hinter der Maske 	31.12.2013
- 365 	Ein Käfig aus Zeit 	14.01.2014
- 366 	Tausend Jahre wie ein Tag 	28.01.2014
- 367 	Techno-Amazonen 	11.02.2014
- 368 	Die Gott-Maschine 	25.02.2014
- 369 	Die Kunst des Überlebens 	11.03.2014
- 370 	Feindkontakt 	25.03.2014
- 371 	Der Duft der Erkenntnis 	08.04.2014
- 372 	Die Vulkantaucher 	22.04.2014
- 373 	Der Herr der Seelen 	06.05.2014
- 374 	Heimkehr eines Toten 	20.05.2014
- 375 	Memorial Day 	03.06.2014
- 376 	Matthew Drax – vermisst 	17.06.2014
- 377 	Auf dem Dach der Welt 	01.07.2014
- 378 	Das zweite Gesicht 	15.07.2014
- 379 	Das Berserker-Gen 	29.07.2014
- 380 	Projekt Drax (Roman) 	12.08.2014
- 381 	Das Schwarze Kloster 	26.08.2014
- 382 	Kriegspläne 	09.09.2014
- 383 	Der Mann, der nicht sterben konnte 	23.09.2014
- 384 	Auf der Jagd nach dem Ich 	07.10.2014
- 385 	Manege der Freaks 	21.10.2014
- 386 	Feuer über Japan 	04.11.2014
- 387 	Feldversuche 	18.11.2014
- 388 	Der Grimm 	02.12.2014
- 389 	Verloren im Sturm 	16.12.2014
- 390 	Der Sturz des Titanen 	30.12.2014
- 391 	Daa'muren unter sich 	13.01.2015
- 392 	Der Weg nach Agartha 	27.01.2015
- 393 	Die Überlebenden 	10.02.2015
- 394 	Blindflug 	24.02.2015
- 395 	Die Welt im Chaos 	10.03.2015
- 396 	Der Todsucher 	24.03.2015
- 397 	Visionen des Untergangs 	07.04.2015
- 398 	Durch Zeit und Raum 	21.04.2015
- 399 	Exit 	05.05.2015

- 400 	Transfer 	19.05.2015
- 401 	Neuland 	02.06.2015
- 402 	Kaverne der vergessenen Bücher (Heftroman) 	16.06.2015
- 403 	Xaanas Weg 	30.06.2015
- 404 	Fette Tage in Toxx 	14.07.2015
- 405 	Gefrorene Zeit 	28.07.2015
- 406 	Der dunkle Fluss 	11.08.2015
- 407 	Verkehrte Welt 	25.08.2015
- 408 	In der Kriegszone 	08.09.2015
- 409 	Falsche Götter 	22.09.2015
- 410 	Der Turm der Herren 	06.10.2015
- 411 	Aquus (Heftroman) 	20.10.2015
- 412 	Aus tödlicher Tiefe 	03.11.2015
- 413 	Unverhoffte Begegnung 	17.11.2015
- 414 	Hort der Gestrandeten 	01.12.2015
- 415 	Die magnetische Falle 	15.12.2015
- 416 	Der letzte Friedenswahrer 	29.12.2015
- 417 	Binaar (Heftroman) 	12.01.2016
- 418 	Wege zur Macht 	26.01.2016
- 419 	Das Schwarze Haus 	09.02.2016
- 420 	Hinter dem Spiegel 	23.02.2016
- 421 	Die Schwarmintelligenz 	08.03.2016
- 422 	Der Körperdieb 	22.03.2016
- 423 	Romanze in Stahl 	05.04.2016
- 424 	Menschenjagd 	19.04.2016
- 425 	Zielpunkt: Erde 	03.05.2016
- 426 	Der sterbende Planet 	17.05.2016
- 427 	Exxus (Heftroman) 	31.05.2016
- 428 	Kampf um Exxus 	14.06.2016
- 429 	Flucht von Exxus 	28.06.2016
- 430 	Botan (Heftroman) 	12.07.2016
- 431 	Im Gleichklang 	26.07.2016
- 432 	Im Missklang 	09.08.2016
- 433 	Der Saven-Konflikt 	23.08.2016
- 434 	Asche über Botan 	06.09.2016
- 435 	Auf der Spur der Hydree 	20.09.2016
- 436 	Die Legende 	04.10.2016
- 437 	Angriff der Polatai 	18.10.2016
- 438 	Die Katastrophe 	02.11.2016
- 439 	Messis (Heftroman) 	15.11.2016
- 440 	Auf dem Dunkelmond 	29.11.2016
- 441 	Im Auftrag des Mars 	13.12.2016
- 442 	Ohne Balance 	27.12.2016
- 443 	Die Erleuchteten 	10.01.2017
- 444 	Das Pulsarium 	24.01.2017
- 445 	Ein Besucher kehrt zurück 	07.02.2017
- 446 	Retter des Mars 	21.02.2017
- 447 	Die finstere Seite 	07.03.2017
- 448 	Die Offerte 	21.03.2017
- 449 	Am Scheideweg 	04.04.2017
- 450 	Das Schicksal der Erde 	18.04.2017
- 451 	Nach der Flut 	02.05.2017
- 452 	Gehetzt 	16.05.2017
- 453 	Mit harter Hand 	30.05.2017
- 454 	Barbarische Zeiten 	13.06.2017
- 455 	Die überleben dürfen 	27.06.2017
- 456 	Der verbotene Mond 	11.07.2017
- 457 	Brüder im Genom 	25.07.2017
- 458 	Die Silizier 	08.08.2017
- 459 	Späte Rache 	22.08.2017
- 460 	Die Stunde des Hydree 	05.09.2017
- 461 	Durch das Inferno 	19.09.2017
- 462 	Brennpunkt Meeraka 	04.10.2017
- 463 	Die Retter 	17.10.2017
- 464 	Das Geisterdorf 	28.10.2017
- 465 	Die Kinder des Wandlers 	14.11.2017
- 466 	Ein grausamer Plan 	28.11.2017
- 467 	Der große Verrat 	12.12.2017
- 468 	Der König von Novis 	23.12.2017
- 469 	Im Namen des HERRN 	09.01.2018
- 470 	Der Abenteurer 	23.01.2018
- 471 	Der Wahnsinn der Sieben 	06.02.2018
- 472 	Im Auge des Orkans 	20.02.2018
- 473 	Die UFO-Sekte 	06.03.2018
- 474 	Sturzflug in die Hölle 	20.03.2018
- 475 	Die neue Heimat 	03.04.2018
- 476 	Die Saat 	17.04.2018
- 477 	Die Aufständischen 	02.05.2018
- 478 	Falsche Paradiese 	15.05.2018
- 479 	Das Juwel im Inneren 	29.05.2018
- 480 	Vorstoß nach Cancriss 	12.06.2018
- 481 	Die Sphäre 	26.06.2018
- 482 	Im Herzen des Chaos 	10.07.2018
- 483 	Der verschollene Prophet 	24.07.2018
- 484 	Die kalte Sonne 	07.08.2018
- 485 	Welt ohne Hoffnung 	21.08.2018
- 486 	Die Wurmloch-Architekten 	04.09.2018
- 487 	Perfekte Welt 	18.09.2018
- 488 	Aruulas Opfer 	02.10.2018
- 489 	Hinter dem Mentalschirm 	16.10.2018
- 490 	Rücksturz zur Erde 	30.10.2018
- 491 	Hand in Hand 	13.11.2018
- 492 	Wilde Gestade 	27.11.2018
- 493 	Die Mensch-Fabrik 	11.12.2018
- 494 	Gott des Mars 	22.12.2018
- 495 	Die Stadt der Drachen 	08.01.2019
- 496 	Feuer und Wasser 	22.01.2019
- 497 	Der Scheinplanet 	05.02.2019
- 498 	Die Bergung 	19.02.2019
- 499 	Kosmische Gewalten 	05.03.2019

- 500 	Zeitbeben 	19.03.2019
- 501 	Die Kolonie 	02.04.2019
- 502 	Der Roswell-Zwischenfall 	16.04.2019
- 503 	Aufstieg des Bösen 	30.04.2019
- 504 	Evolution 	14.05.2019
- 505 	Am Ende der Nahrungskette 	28.05.2019
- 506 	Priester der Unsterblichkeit 	11.06.2019
- 507 	Hexenjagd 2.0 	25.06.2019
- 508 	Undercover 	09.07.2019
- 509 	Welt in Angst 	23.07.2019
- 510 	Die Cesaren 	06.08.2019
- 511 	Deus ex machina 	20.08.2019
- 512 	Ganz neue Perspektiven 	03.09.2019
- 513 	Über den Tod hinaus 	17.09.2019
- 514 	Atemlose Jagd 	01.10.2019
- 515 	Im Maar der Dämonen 	15.10.2019
- 516 	Das Sonnentor 	29.10.2019
- 517 	Das fremde Ich 	12.11.2019
- 518 	Taratzen! 	26.11.2019
- 519 	Das Portal 	10.12.2019
- 520 	Verlorene Erinnerungen 	21.12.2019
- 521 	Kurs ins Verderben 	07.01.2020
- 522 	Zurück am Kratersee 	21.01.2020
- 523 	Crossover 	04.02.2020
- 524 	Lichtblicke 	18.02.2020
- 525 	Die Glorreichen Drei 	03.03.2020
- 526 	Rote Pest (Heftroman) 	17.03.2020
- 527 	Die bionetische Bombe 	31.03.2020
- 528 	GRÜN (Heftroman) 	14.04.2020
- 529 	Die Götter von Ham'Bay 	28.04.2020
- 530 	Kalte Krieger 	12.05.2020
- 531 	Hinter feindlichen Linien 	26.05.2020
- 532 	Das 900.000-Jahre-Projekt 	09.06.2020
- 533 	Krieger des Lichts (Heftroman) 	23.06.2020
- 534 	Melange 	07.07.2020
- 535 	Im Rausch der Sinne 	21.07.2020
- 536 	Höllenschlund 	04.08.2020
- 537 	Die Bestienmacher 	18.08.2020
- 538 	Die Stunde des Despoten 	01.09.2020
- 539 	Das Buch Koolob 	15.09.2020
- 540 	Der Giftplanet 	29.09.2020
- 541 	Genese 	13.10.2020
- 542 	Auf Blut gebaut 	27.10.2020
- 543 	Die Insel des Atlas 	10.11.2020
- 544 	Mit Zähnen und Klauen 	24.11.2020
- 545 	Entscheidungen 	08.12.2020
- 546 	Magische Allianzen 	22.12.2020
- 547 	Zombie-Dämmerung 	05.01.2021
- 548 	Der Feind, mein Verbündeter 	19.01.2021
- 549 	Der Welten-Kollaps 	02.02.2021

- 550 	Dunkle Gegenwart 	16.02.2021
- 551 	Dunkle Vergangenheit 	02.03.2021
- 552 	Vasraas Rache 	16.03.2021
- 553 	Vorstoß der Dunklen 	30.03.2021
- 554 	Haaley 	13.04.2021
- 555 	Das Echo des Wandlers 	27.04.2021
- 556 	Ein Fremder im Kollektiv 	11.05.2021
- 557 	Der Sklavenhändler 	25.05.2021
- 558 	In Feindesland 	08.06.2021
- 559 	Der Schatz im Kratersee 	22.06.2021
- 560 	Gesandte des Mars 	06.07.2021
- 561 	Kampf um die Wolkenstadt 	20.07.2021
- 562 	Spiel um Macht 	03.08.2021
- 563 	Das Orakel 	17.08.2021
- 564 	Operation Dark Force 	31.08.2021
- 565 	Irrwege 	14.09.2021
- 566 	Im Schatten des Schafotts 	28.09.2021
- 567 	Die Erkundung der Welt 	12.10.2021
- 568 	Das Dunkle Herz 	26.10.2021
- 569 	Die Brut (Maddrax) 	09.11.2021
- 570 	Böse 	23.11.2021
- 571 	Wer Zwietracht sät 	07.12.2021
- 572 	Zerschmettert 	21.12.2021
- 573 	Die schlafende Stadt 	04.01.2022
- 574 	Flucht aus der Dunkelwelt 	18.01.2022
- 575 	Zwischen den Sternen 	01.02.2022
- 576 	Die letzte Bastion 	15.02.2022
- 577 	THE WALKING MATT 	01.03.2022
- 578 	Griff nach dem Mars 	15.03.2022
- 579 	Nirgendwo in Agartha 	29.03.2022
- 580 	Fern der Erde 	12.04.2022
- 581 	Smythe vs. Smythe 	26.04.2022
- 582 	Das Geheimnis im Eis 	10.05.2022
- 583 	Die Schuld der Pancinowa 	24.05.2022
- 584 	Das Wurmloch-Gambit 	07.06.2022
- 585 	Sein oder Nichtsein 	21.06.2022
- 586 	Triple Trouble 	05.07.2022
- 587 	Körper gesucht 	19.07.2022
- 588 	Der Dunkle Ruf 	02.08.2022
- 589 	Mission Flächenräumer 	16.08.2022
- 590 	Der Medusa-Effekt 	30.08.2022
- 591 	Nachbeben 	13.09.2022
- 592 	Rulfans Rückkehr 	27.09.2022
- 593 	Die letzte Schlacht 	11.10.2022
- 594 	Erschütterungen 	25.10.2022
- 595 	Ausflug ins Grauen 	08.11.2022
- 596 	Auf der Jagd nach dem roten Diamanten 	22.11.2022
- 597 	Wege des Wahnsinns 	06.12.2022
- 598 	Countdown 	20.12.2022
- 599 	Endspiel 	03.01.2023

- 600 	Amraka 17.01.2023
- 601 	Der Tempel 	31.01.2023
- 602 	Das Auge des Jaguars 	14.02.2023
- 603 	In der Grünen Hölle 	28.02.2023
- 604 	Als die Erde unterging 	14.03.2023
- 605 	Mabuta – der vielbeinige Gott 	28.03.2023
- 606 	Tod aus den Wassern 	11.04.2023
- 607 	Das Haus auf dem Hügel 	25.04.2023
- 608 	Spiel um Öl 	09.05.2023
- 609 	Matt & Drugs & Rock'n'Roll 	23.05.2023
- 610 	Auferstehung des Bösen 	06.06.2023
- 611 	Konvoi der Verlorenen 	20.06.2023
- 612 	Königin der Ameisen 	04.07.2023
- 613 	Aant-Matt and the Haaley 	18.07.2023
- 614 	Das Tier in mir 	01.08.2023
- 615 	Das Lazarus-Phänomen 	15.08.2023
- 616 	Dak'kar 	29.08.2023
- 617 	Fluch und Segen 	09.09.2023
- 618 	Der Weg der Daa'muren 	23.09.2023
- 619 	Totgesagte leben länger 	07.10.2023
- 620 	Der Anschlag 	21.10.2023
- 621 	Im Reich der Nokturno 	04.11.2023
- 622 	Die Verwandlung	18.11.2023
- 623 	Das Verderben wächst 	02.12.2023
- 624 	Die ferne Stimme 	16.12.2023
- 625 	Das Ende der Suche 	30.12.2023
- 626 	Zeit des Sterbens 	13.01.2024
- 627 	Schwestern im Geiste 	27.01.2024
- 628 	Die Gestade der Zeit 	10.02.2024
- 629   Die Narran von Manaus   24.02.2024
- 630   Der Flug des Kondors    09.03.2024
- 631   Maddrax, übernehmen Sie! 23.03.2024
- 632  Nosfera an die Macht! 06.04.2024
- 633  Magie oder Wissenschaft? 20.04.2024
- 634  Heimkehr einer Legende   04.05.2024
- 635  Die Androidenfalle       18.05.2024
- 636  Verbranntes Land         01.06.2024
- 637  Die Dino-Offensive       15.06.2024
- 638  Neustart                 29.06.2024
- 639  Im Untergrund            13.07.2024
- 640  Gefarvolle Reise         27.07.2024
- 641  Prometheus 2.0           10.08.2024
- 642  Der Vampir von Waashton  24.08.2024
- 643  Die Basis                07.09.2024
- 644  Geistwelten              21.09.2024
- 645  Die Prüfung              05.10.2024
- 646  Das Gift des Jaguars     19.10.2024
- 647  Die Wrackdiebe           02.11.2024
- 648  Schein und Sein          16.11.2024
- 649  Tag der Entscheidung     30.11.2024

- 650 Im Auftrag des Weltrats  14.12.2024
- 651 Insel der blutigen Augen 28.12.2024
- 652 Der Monsterjäger 11.01.2025
- 653 Das Gespinst 25.01.2025
- 654 Metamorphosen 08.02.2025
- 655 Die Feuerhexe von Berlin 22.02.2025
- 656 Enklave der Männer 08.03.2025
- 657 Queen Haaley 22.03.2025
- 658 Helter Skelter 05.04.2025
- 659 Billy Dunsee hat's gesehen 19.04.2025
- 660 Monsterfrösche aus der Tiefe 03.05.2025
- 661 Marsflimmern 17.05.2025
- 662 Das Rätsel am See 31.05.2025
- 663 Wilde Wut 14.06.2025
- 664 Lügen wie gedruckt 28.06.2025
- 665 Skinwalker 12.07.2025
- 666 Böse Träume 26.07.2025
- 667 Der Mädchensammler 09.08.2025

## Ableger

### Mission Mars
Von Mai bis September 2005 erschienen im wöchentlichen Wechsel mit Maddrax die 12 Bände der Ableger-Serie „Mission Mars“. Sie erzählte die Geschichte einer Marsexpedition aus dem Jahr 2009, die nach dem Kometeneinschlag auf der Erde keine Möglichkeit zur Rückkehr auf ihren Heimatplaneten mehr hatte. In vier Trilogien werden verschiedene Stadien der Entwicklung der Zivilisation auf dem Mars nachgezeichnet. In den Bänden 150 und 151 von Maddrax liefen die Handlungsstränge beider Serien zusammen, danach war der Mars regelmäßig Schauplatz von Maddrax-Heftromanen.
Die Serie wurde von Michael Schönenbröcher zusammen mit Wolfgang Hohlbein konzipiert, welcher auch den ersten Band beisteuerte, und sollte den Science-Fiction-Aspekt der Serie im Fokus haben.
Neben den Maddrax-Autoren Susan Schwartz, Claudia Kern, Timothy Stahl und Manfred Weinland wirkte auch Frank Thys an dem Maddrax-Ableger mit. Die Titelbilder wurden von dem deutschen Künstler Jan Balaz sowie von Koveck erstellt.
| Datum      | Band | Titel       | Autor                           |
| ---------- | ---- | ----------- | ------------------------------- |
| 10.05.2005 | 01   | Die Ankunft | Wolfgang Hohlbein               |
| 24.05.2005 | 02   | Gestrandet  | Claudia Kern                    |
| 07.06.2005 | 03   | Überleben   | Susan Schwartz                  |
| 21.06.2005 | 04   | Artefakte   | Frank Thys                      |
| 05.07.2005 | 05   | Invasion!   | Frank Thys                      |
| 19.07.2005 | 06   | Der Vorstoß | Frank Thys                      |
| 02.08.2005 | 07   | Die Brut    | Timothy Stahl, Manfred Weinland |
| 16.08.2005 | 08   | Inferno     | Timothy Stahl, Manfred Weinland |
| 30.08.2005 | 09   | Bruderkrieg | Timothy Stahl, Manfred Weinland |
| 13.09.2005 | 10   | Aufbruch    | Susan Schwartz                  |
| 27.09.2005 | 11   | Die Basis   | Susan Schwartz                  |
| 11.10.2005 | 12   | Rückkehr    | Susan Schwartz                  |

Im Februar 2012 erschien bei Bastei Lübbe die komplette „Mission Mars“ Reihe in Form von zwei Paperbacks mit den Titeln „Die Ankunft“ bzw. „Die Brut“, die jeweils 6 der insgesamt 12 Bände beinhalten. Die Titelillustrationen stammen von Arndt Drechsler.

### Das Volk der Tiefe
Zum Erscheinen des 200. Bandes von Maddrax wurde im wöchentlichen Wechsel die zwölfteilige Ableger-Serie „Das Volk der Tiefe“ veröffentlicht. Die Reihe bestand aus vier Trilogien, die den Horror-Aspekt von Maddrax beleuchteten. Die Romane wurden von Claudia Kern, Stephanie Seidel, Michael Marcus Thurner, Dario Vandis, Mia Zorn und Jo Zybell geschrieben, die Covergestaltung übernahm Chris Noeth. Seine Bilder wurden auf den Cover-Innenseiten des Heftes als Mini-Poster abgedruckt.
| Datum      | Band | Titel                      | Autor                          |
| ---------- | ---- | -------------------------- | ------------------------------ |
| 25.09.2007 | 01   | Eine Wunde in der Erde     | Michael M. Thurner             |
| 09.10.2007 | 02   | Der gierige Schlund        | Michael M. Thurner             |
| 23.10.2007 | 03   | Tod in den Wolken          | Mia Zorn                       |
| 06.11.2007 | 04   | Zwischen Leben und Sterben | Jo Zybell                      |
| 20.11.2007 | 05   | Tag der Vernichtung        | Jo Zybell                      |
| 04.12.2007 | 06   | Erstarrte Zeit             | Jo Zybell                      |
| 18.12.2007 | 07   | Niemandes Welt             | Dario Vandis                   |
| 02.01.2008 | 08   | Anti-Serum                 | Dario Vandis                   |
| 15.01.2008 | 09   | Die tödliche Woge          | Dario Vandis                   |
| 29.01.2008 | 10   | Tod im Blut                | Claudia Kern, Stephanie Seidel |
| 12.02.2008 | 11   | Flammender Himmel          | Stephanie Seidel, Claudia Kern |
| 26.02.2008 | 12   | Dokk                       | Claudia Kern, Stephanie Seidel |

### 2012 – Jahr der Apokalypse
Eine Woche nach Maddrax Band 303 startete im wöchentlichen Wechsel die zwölfteilige Serie „2012 - Jahr der Apokalypse“. Im Gegensatz zu den beiden vorhergehenden Ablegern handelte es sich aber um eine Kurzserie, für die, obwohl thematisch verbunden, keine Kenntnisse der Hauptserie nötig waren. Ebenso nicht zur Bastei-Serie "Die Abenteurer" aus den 90er Jahren, deren Held Tom Ericson in "2012" die Hauptrolle spielte. Wieder erschienen vier Trilogien, die diesmal ganz im Zeichen des Maya-Kalenders und des für 2012 prognostizierten Weltuntergangs standen. Die Romane wurden von Hubert Haensel, Christian Schwarz, Manfred Weinland, Timothy Stahl und Oliver Fröhlich geschrieben, die Covergestaltung übernahm Oliver Specht. Der letzte Band der Kurzserie erschien einen Tag vor dem Datum, das in "Maddrax" für den Kometeneinschlag genannt wurde, und erlaubte Rückschlüsse darüber, warum es in unserer Realität nicht zu selbigem kam. Ursprünglich sollte diese Serie fortgesetzt werden, aufgrund mangelnder Nachfrage wurde dieser Plan aber wieder verworfen.
| Datum      | Band | Titel                       | Autor             |
| ---------- | ---- | --------------------------- | ----------------- |
| 06.09.2011 | 01   | Botschaft aus Stein         | Hubert Haensel    |
| 20.09.2011 | 02   | Der "Mann in Weiß"          | Christian Schwarz |
| 04.10.2011 | 03   | Tödliches Vermächtnis       | Hubert Haensel    |
| 18.10.2011 | 04   | Spuren der Vergangenheit    | Manfred Weinland  |
| 01.11.2011 | 05   | Der Conquistador            | Manfred Weinland  |
| 15.11.2011 | 06   | Prophet der Apokalypse      | Manfred Weinland  |
| 29.11.2011 | 07   | Ein Grab im Dschungel       | Timothy Stahl     |
| 13.12.2011 | 08   | Der zeitlose Raum           | Timothy Stahl     |
| 27.12.2011 | 09   | Die Weltuntergangs-Maschine | Timothy Stahl     |
| 10.01.2012 | 10   | Im Bann der Loge            | Oliver Fröhlich   |
| 24.01.2012 | 11   | Menschheitsdämmerung        | Oliver Fröhlich   |
| 07.02.2012 | 12   | Die Nadel der Götter        | Oliver Fröhlich   |

## Besonderheiten
In der Maddrax Fanstory Zentrale konnten Leser der Serie selbstgeschriebene Geschichten einreichen, die im Maddrax-Universum spielen. Je nach Anzahl der eingereichten Geschichten fand etwa alle zwei bis drei Monate eine Abstimmung unter den registrierten Mitgliedern statt. Die Gewinnergeschichte wurde im Anschluss in einem Maddrax-Heftroman als Lesergeschichte veröffentlicht. Dieser Service existiert nicht mehr.
Dem Jubiläumsband 200 „Die Suche beginnt“ lag ein Rollenspiel-Regelwerk bei, mit dem eigene Abenteuer im Maddrax-Universum entwickelt werden können. Die Bände 201, 204 und 216 enthielten hierzu ergänzende „Mini-Kampagnen“, weitere sind angekündigt.
Auf der Homepage steht die digitale Form eines kompletten Pen-&-Paper-Rollenspiel zum Download bereit, das kurze Zeit auch gedruckt zur Verfügung stand.
Ein geplantes Computerspiel zu der Serie, das sich bereits in einem fortgeschrittenen Planungsstadium befand, konnte aufgrund der Insolvenz des Herstellers niemals verwirklicht werden.
Maddrax gewann in den Jahren 2001 und 2002 jeweils den Deutschen Phantastik Preis als beste Serie.
Ab 18. August 2009 wird Maddrax ab Band 1 als inszenierte Lesung veröffentlicht. Die ersten beiden Bände werden ungekürzt, ab Band 3 gekürzt verarbeitet. Durch Lübbe Audio wurden insgesamt 14 Folgen veröffentlicht. Seit 2021 wird die Hörbuchserie als Fanprojekt mit freundlicher Genehmigung des Verlags, ebenfalls als inszenierte Lesung, fortgesetzt.